# Sur la trace d'Igor Rizzi
Pour plus de détails, voir Fiche technique et Distribution.
Sur la trace d'Igor Rizzi est un long métrage canadien en langue française de Noël Mitrani, tourné à Montréal en 2006, il met en vedette Laurent Lucas.
Produit par son auteur-réalisateur, ce film a connu un succès critique international et a été salué comme l'un des films indépendants marquants de l'année 2006, remportant notamment le  prix du meilleur premier film au Festival international du film de Toronto. 

## Synopsis
Après  la  mort  de  sa  femme  Mélanie,  Jean-Marc  Thomas,  un  ancien  footballeur français,  s’installe  à  Montréal,  la  ville  natale  de  la  défunte.  Il  espère  ainsi ressentir  sa  présence,  regrettant  de  ne  pas  lui  avoir  dit  à  quel  point  il  l’aimait. Complètement  ruiné  après  douze  ans  de  carrière,  il commet  des  vols  pour subvenir à ses besoins. Un jour, un dénommé Howard lui commande un meurtre pour  lequel  il  touchera  une  forte  somme  d’argent.  Voyant  là  une  solution  pour payer  son  loyer,  sa  nourriture,  sa  facture  d’électricité,  Jean-Marc  accepte  à contrecœur d’abattre un certain Igor Rizzi... Toutefois, sa nature plutôt pacifique l’empêchera de commettre l’irréparable.

## Distribution
- Laurent Lucas : Jean-Marc Thomas
- Pierre-Luc Brillant : Michel
- Isabelle Blais : Mélanie
- Emmanuel Bilodeau : Gilbert McCoy
- Yves Allaire : Howard
- Jacinthe Pilote : La femme morte
- Dan Chapman : Igor Rizzi
- Mélanie Pilon : La policière
- Véronique Mitrani : La passante
- Ghislaine Pilote : L'itinérant
- Pawel Pogorzelski : L'ouvrier polonais

## Fiche technique
- Titre : Sur la trace d'Igor Rizzi
- Titre en anglais : On The Trail Of Igor Rizzi
- Réalisation : Noël Mitrani
- Scénario : Noël Mitrani
- Direction photo : Christophe Debraize-Bois
- Chef éclairagiste : Pawel Pogorzelski
- Direction artistique : Noël Mitrani
- Assistant réalisateur : Fouad Sassi
- Scripte : Leticia Godinho Figueiredo
- Ingénieur du son : Louis Piché
- Mixage : Roger Guérin
- Montage image : Denis Parrot
- Assistante monteuse : Véronique Mitrani
- Production : StanKaz Films et Atopia
- Distribution : Atopia
- Producteur : Noël Mitrani
- Producteur exécutif : Pascal Maeder
- Pays d'origine :  Canada
- Langue : français
- Support : 35 mm / couleur
- Format : 1.85:1
- Laboratoire Technicolor
- Durée : 91 min (1 h 31)
- Date de sortie : 4 septembre 2006 (Mostra de Venise), 19 janvier 2007 (en salles)
- Date de sortie du DVD : 6 novembre 2007[1].

## Récompenses

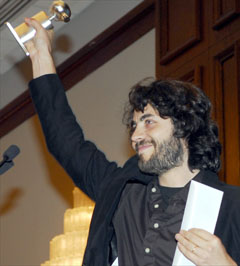
Noël Mitrani reçoit son Award à Toronto le 16 septembre 2006

- Prix du Meilleur premier film canadien au Festival international du film de Toronto 2006
- Canada's Top Ten 2006, élu un des 10 meilleurs films canadiens en 2006.

## Festivals
- Semaine internationale de la critique Mostra de Venise 2006
- Festival international du film de Toronto 2006
- Festival international du film francophone de Namur 2006
- Festival du nouveau cinéma de Montréal 2006 - Film d'ouverture Focus Québec/Canada
- Festival international du film de Thessalonique, 2006
- Entre vues, Festival international du film de Belfort, 2006
- Festival du film de Sydney, Australie, 2006
- Festival du film de Tremblant[2], 2006
- Rendez-vous du cinéma québécois, 2007
- Quintessence (festival), Festival International du Film de Ouidah, Bénin, 2007
- London Canadian Film Festival, 2007
- Festival international du film de Shanghai, Chine, 2007
- Festival de Lima, Pérou, 2007
- Festival international du cinéma francophone en Acadie, 2007
- Calgary International Film Festival, 2007
- Ankara International Film Festival, Turquie, 2008
- Festival du cinéma québécois, Journées romaines de la Francophonie[3], à Rome, Italie, 2008
- Festival international du premier film d'Annonay, 2008

## Production

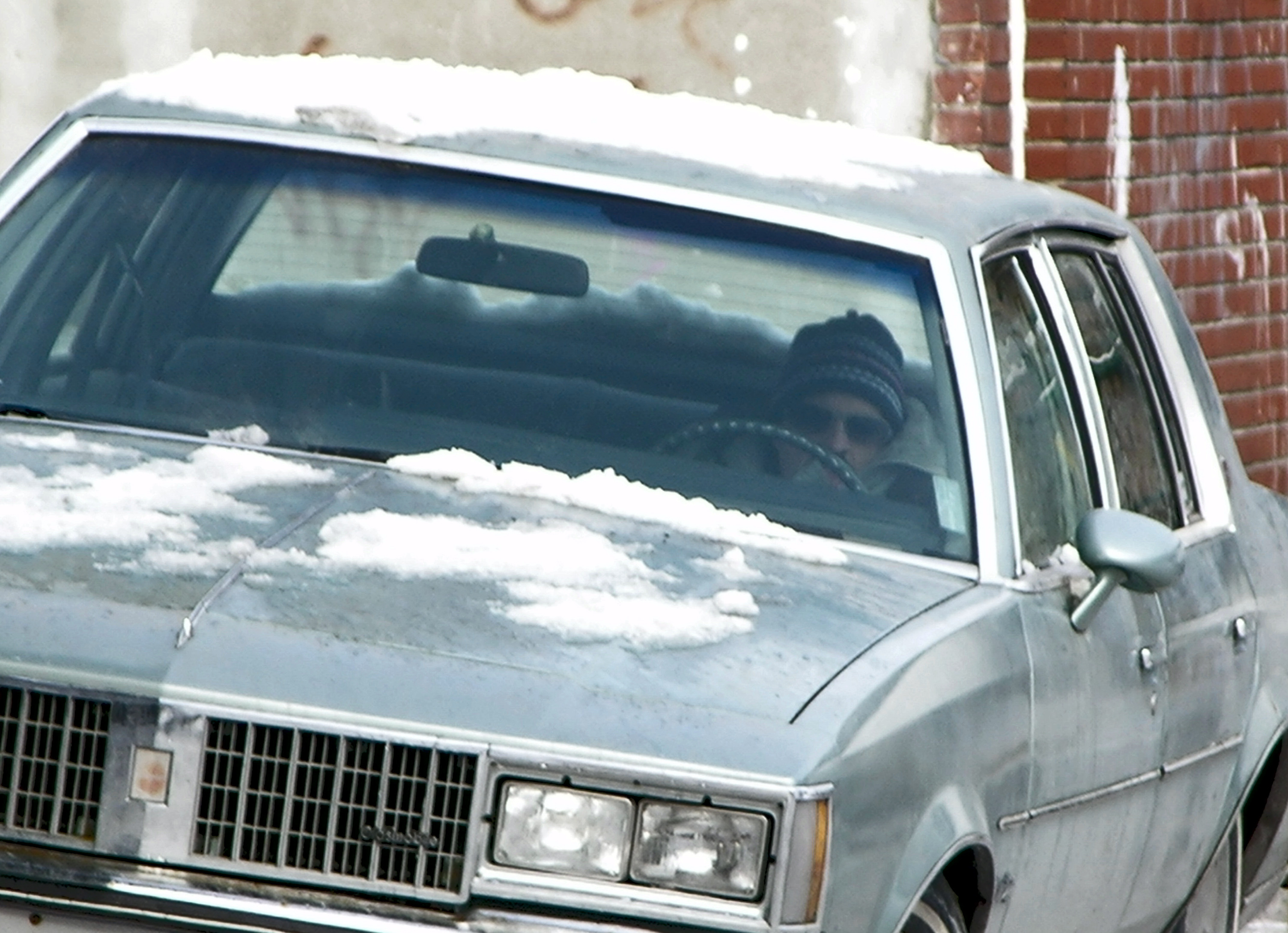
L'Oldsmobile 1981 utilisée dans le film

Sur la trace d'Igor Rizzi a été auto-financé par le réalisateur. Malgré un petit budget, le film a été tourné en 35 mm. Les prises de vues ont été filmées à Montréal au plus dur de l'hiver, par des températures comprises entre −10 °C et −32 °C. Les domiciles de l'acteur principal et du réalisateur ont été aménagés pour servir de décors intérieurs. La voiture, un modèle Oldsmobile Cutlass 1981, a été sauvée de la casse et a fait l'objet d'une importante réparation car sa couleur bleu pâle comme la glace la rendait précieuse pour le décor hivernal du film. De nombreux accessoires aux allures Far West proviennent de la fameuse boutique d'articles amérindiens Indianica, située dans le Vieux-Montréal. La toile dans le film représentant Isabelle Blais a été peinte par Nadia Szczepara.
Concernant ses motivations à faire ce film, le cinéaste Noël Mitrani a déclaré : "J’ai une sensibilité française dans l’écriture, et l’acteur principal du film, Laurent Lucas, est un acteur français. J’ai glissé cette sensibilité dans le décor montréalais, avec un amour pour la ville, la neige, etc. Du coup, je crois que ça a créé une formule assez inédite. Il existe des systèmes de coproduction dans le cinéma français où, pour des prétextes parfois assez farfelus, on vient tourner au Québec. Au fond, c’est essentiellement pour des raisons économiques. La particularité de mon film, c’est que Laurent et moi vivons tous les deux à Montréal. Donc on a fait un film d’immigrés, d’immigrés implantés et heureux d’être là."

## Commentaire
Souvent comparé à Fargo des frères Coen ou aux films de Jim Jarmusch, Sur la trace d'Igor Rizzi est une réflexion sur le remords et la fuite du temps. Le personnage, qui a tout perdu après avoir connu la gloire et la facilité, est aux prises avec ses regrets. Pour surmonter son deuil, il doit trouver la réponse en lui-même, faire le point sur son passé et accomplir une quête morale. Le décor insolite de Montréal sous la neige sert à amplifier les sentiments de désarroi ressentis par le personnage, mais aussi à exalter la poésie de la vie.

## Critiques
- Dans le Guide des films de Jean Tulard[6]le critique Claude Bouniq-Mercier écrit : "Un film dans la tradition du thriller avec tueur à gages et cadavre à la clé, aux images sombres et presque charbonneuses malgré la neige de cet hiver canadien. Mais il s'agit bien d'un film noir, c'est surtout son humour distancié qui est noir. En de longues séquences, avec maints détails incongrus, le réalisateur propose un portrait original et inattendu d'un bras cassé de la criminalité. Laurent Lucas, le visage barré d'une épaisse moustache, très pince-sans-rire, est étonnant dans son interprétation "à froid". Un film décalé et surprenant, plus drôle qu'inquiétant."

- Odile Tremblay dans Le Devoir : "Signé Noël Mitrani, Sur la trace d'Igor Rizzi est un blues, une œuvre de rédemption remplie de silences, qui s'offre Montréal pour cadre. Un Montréal qu'aucun Québécois de souche, aveuglé par l'habitude, n'aurait eu l'idée de capter. Devant la neige soudain au sol comme une fibre poétique, le film offre des images inédites du pont Jacques-Cartier, des entrepôts, de la tour de l'Horloge, capturées par un œil étranger en position découverte, jamais blasé."[7]

- Anabelle Nicoud dans La Presse : "Il y a dans Sur la trace d'Igor Rizzi un réel talent pour écrire des dialogues braques, construire avec chaque plan une histoire et nimber le tout de la couleur des souvenirs."[8]

- Stéphane Defy dans Ciné-Bulles : " Sur  la trace  d'Igor  Rizzi est  un film volontairement relâché, privilégiant  le méditatif  au rationnel."[9]

- Rachel Haller dans 24 images : "Loin des diktats du mouvement et du surdécoupage, Noël Mitrani ose la lenteur et la contemplation (Montréal n’a plus été aussi belle depuis longtemps). Il ose aussi l’économie. L’économie du langage, de l’action, du jeu. Et surtout, il rend à la musique sa place de choix. Contrepoint obstiné, elle n’annonce, ni ne soutient le récit. Elle le prolonge comme la blancheur des paysages. Avec douceur et mélancolie."[10].

- Charles-Henri Ramond dans Séquences : "À la fois comédie satirique et ode gracieuse à l’hiver montréalais, Sur la trace d’Igor Rizzi possède une indéniable personnalité qui en fait l’une des productions québécoises les plus originales de ces dix dernières années."[11]

## La musique
- Les musiques participent au climat mélancolique et intemporel du film, elles se composent d'une série de chansons tirées du répertoire folk rock et country. Le classique Wayfaring Stranger, qui date de 1858, apparaît sous trois interprétations, celle d'Emmylou Harris (1975), celle de Bill Monroe (1956) et celle de Trace Adkins (1997). On entend également la poignante composition Chase The Blues Away de Tim Buckley (1969) et une interprétation lyrique du standard Sealed With a Kiss par Bobby Vinton.

### Making-of
Le tournage a fait l'objet d'un documentaire réalisé par Véronique Mitrani, l'épouse du cinéaste.
- Tournage du film Sur la trace d'Igor Rizzi